# Don Askarian
Don Askarian (en armenio: Դոն Ասկարյան; nombre de nacimiento Makedon Hovsepi Askarian (en armenio: Մակեդոն Հովսեփի Ասկարյան) Stepanakert, Óblast autónomo del Alto Karabaj, USSR 10 de julio de 1949 – Berlin, 6 de octubre de 2018) fue un director de cine, productor, fotógrafo y guionista armenio.

## Biography
Don Askarian se trasladó en 1967 a Moscú y estudió historia y arte. Después de graduarse, trabajó como ayudante de dirección y crítico de cine. Askarian fue encarcelado entre 1975 y 1977, y en 1978 emigró de la Unión Soviética a Berlín Occidental. Vivió y trabajó en Alemania, Países Bajos y Armenia, donde creó su propia productora. Fue premiado con numerosos premios en festivales internacionales.
En 1996, Askarian publicó un libro titulado The Dangerous Light. En 2002 fue honrado con la retrospectiva en el Harvard Film Archive y dos años después recibió la Cámara de Oro por toda una trayectoria en el Int. ART Festival de Eslovaquia. Su hermano era el escultor y pintor Robert Askarian.

## Filmography
Fuentes:
- 1984: The Bear
- 1988: Nagorno Karabakh: Armenian History Volumes IV and V (Լեռնային Ղարաբաղ)
- 1988: Komitas (Կոմիտաս)
- 1992: Avetik (Ավետիք)
- 1998: Paradjanov (Փարաջանով)
- 2000: Musicians (Երաժիշտները)
- 2001: On the Old Roman Road (Հին հռոմեական ճանապարհին)
- 2007: Ararat: 14 Views (Արարատ. 14 տեսանկյուն)
- 2008: Father (Հայրիկ)